# إستان (مالقة)
بلدية إستان (بالإسبانية: Istán) هي بلدية تقع في مقاطعة مالقة التابعة لمنطقة أندلوسيا جنوب إسبانيا.

## الديموغرافيا
بلغ عدد سكان بلدية إستان 1.520 نسمة عام 2011 (وفقاً للمعهد الوطني الإسباني للإحصاء).
| 1.320 | 1.322 | 1.314 | 1.422 | 1.437 | 1.496 | 1.520 |